# Geissanthus barraganus
Geissanthus barraganus är en viveväxtart som beskrevs av José Cuatrecasas. Geissanthus barraganus ingår i släktet Geissanthus och familjen viveväxter. Inga underarter finns listade i Catalogue of Life.